# Gastronomía de Bután
La gastronomía de Bután ( Dzongkha : འབྲུག་ ཟས་; Wylie : brug-zas ) es un tipo de cocina asiática marcada por el uso de pimenta, arroz rojo y patata y por la gran influencia que recibió de la gastronomía hindú.

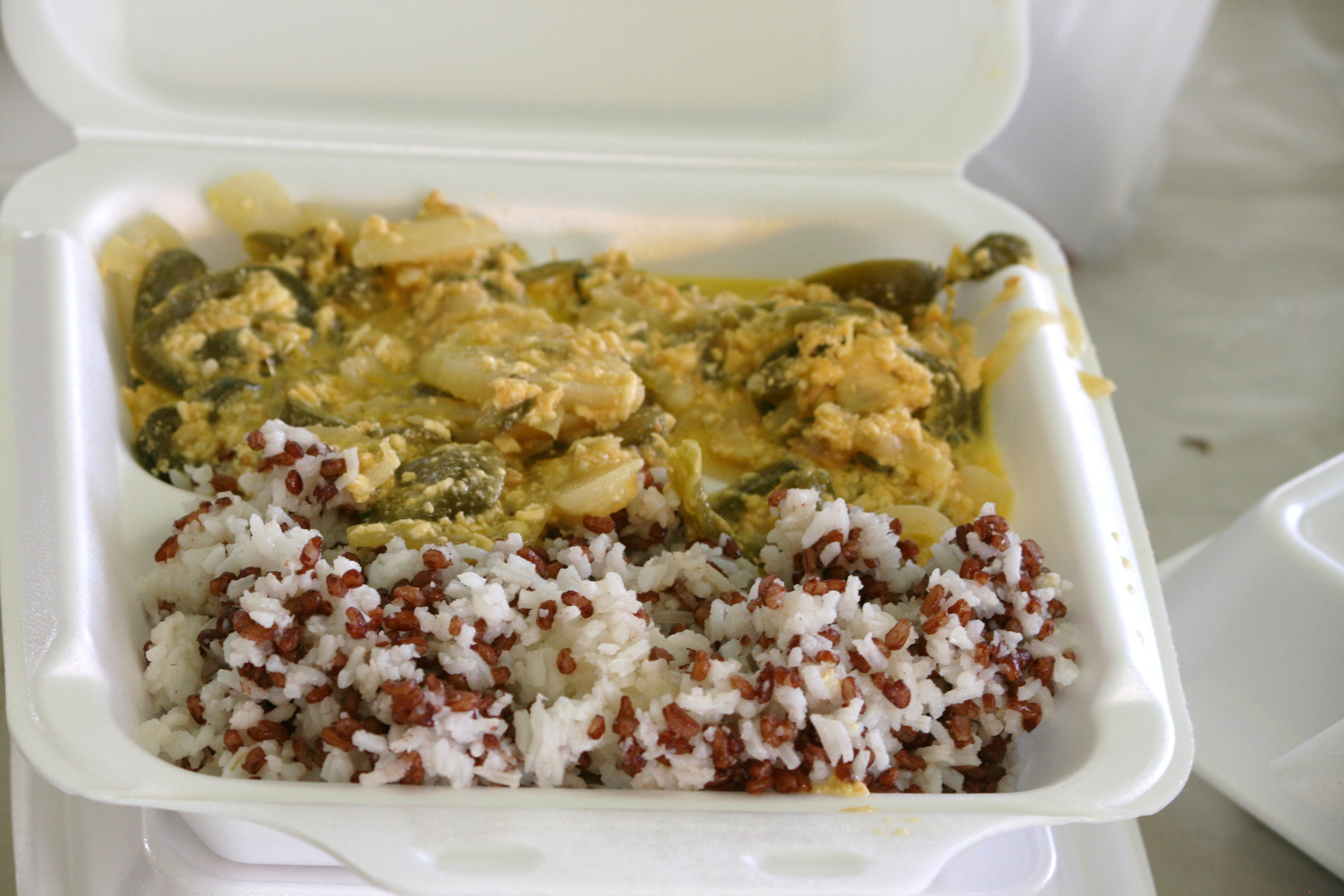
Plato nacional butanés Ema datshi (མ་ དར་ ཚིལ ཚིལ) con arroz (mezcla de arroz rojo y arroz blanco)

## Características
La gastronomía de Bután emplea una gran cantidad de arroz rojo (similar al arroz integral en textura, pero con un sabor a nuez, y la única variedad de arroz que crece a grandes alturas), alforfón y cada vez más maíz. El trigo sarraceno se come principalmente en Bumthang, el maíz en los distritos orientales y el arroz en otros lugares.  

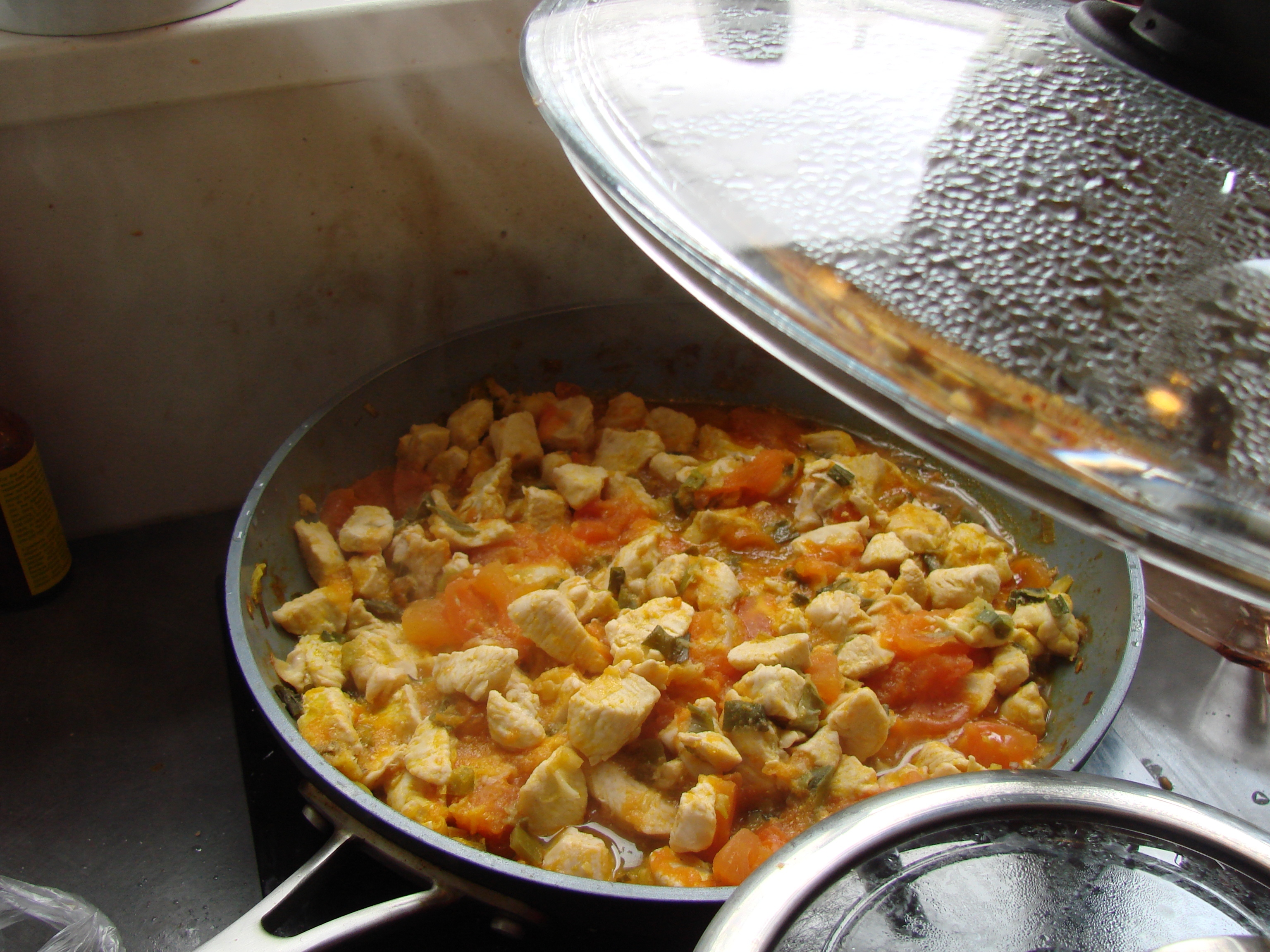
Preparación de Jasha maru, un plato tradicional que consiste en pollo picado, tomates y otros ingredientes

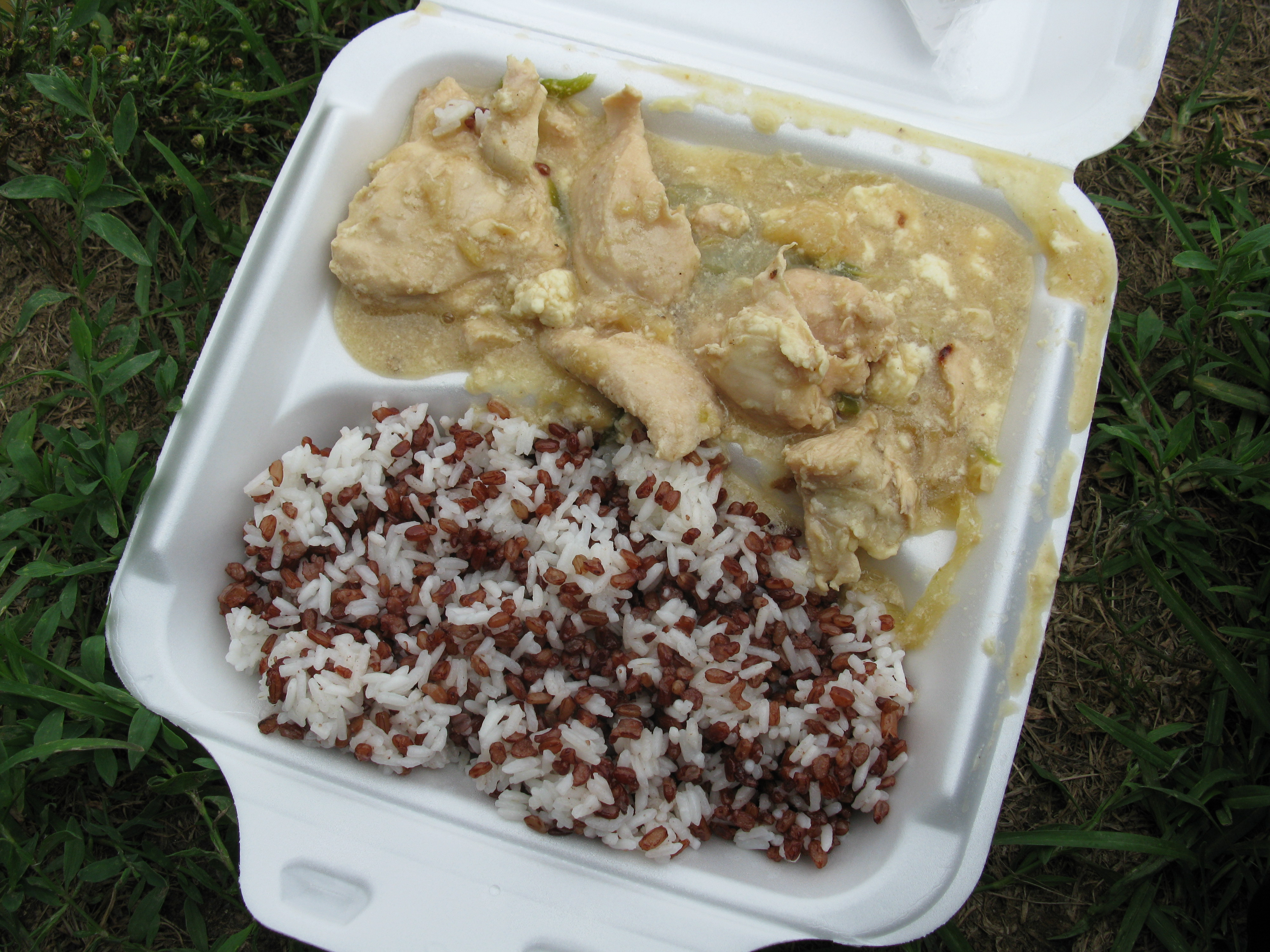
Jasha tshoem, pollo al curry de Bután

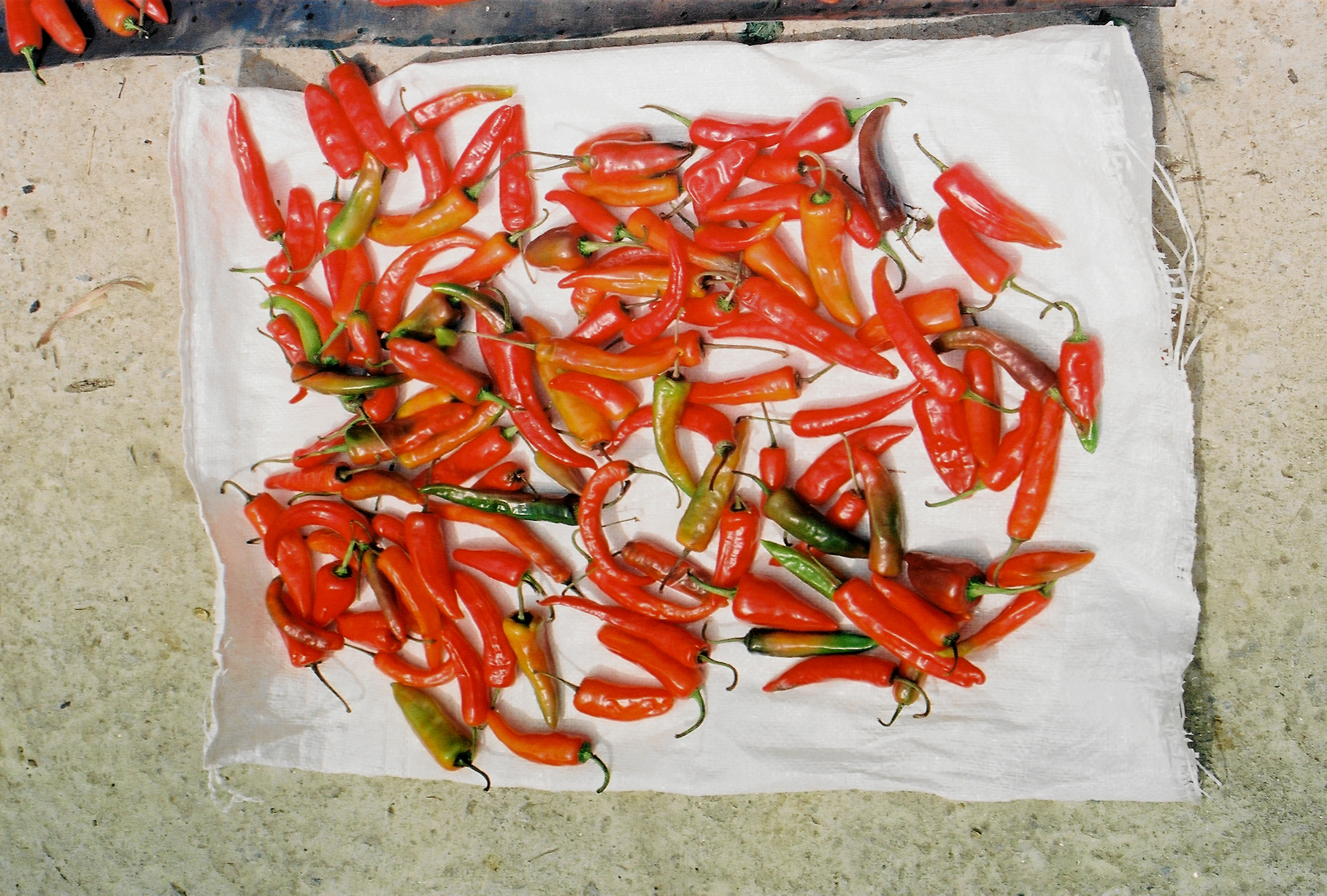
Chiles de Bután en un mercado en Thimphu

## Platos
La dieta en las colinas también incluye pollo, carne de yak, carne de res seca, carne de cerdo, grasa de cerdo y cordero. Sopas y guisos de carne, arroz, helechos, lentejas y verduras secas, condimentadas con chiles y queso, son de las comidas favoritas durante las estaciones frías. Zow shungo es un plato de arroz mezclado con vegetales sobrantes. Ema datshi es un plato picante hecho con chiles grandes y verdes en una salsa con queso (similar al chili con queso), que podría llamarse el plato nacional por su ubicuidad y el orgullo que los butaneses tienen por él. Otros alimentos incluyen jasha maru (un plato de pollo), phaksha paa (cerdo seco cocido con chiles, Especias y verduras, incluidos nabos, verduras o rábanos), thukpa, bathup y arroz frito. El queso hecho con leche de vaca llamado datshi nunca se come crudo, sino que se usa para hacer salsas. Zoedoe es otro tipo de queso hecho en los distritos orientales, que se agrega a las sopas y es normalmente de color verdoso, con un olor fuerte. Otros tipos de queso incluyen tipos occidentales como Cheddar y Gouda. El Western Cheese se elabora en la fábrica de queso suizo en Bumthang o se importa de la India.

## Postres
Los bocadillos populares incluyen momo (albóndigas butanesas), shakam eezay, khabzey (buñuelos secos hechos con harina, agua y azúcar, que luego se fríen), shabalay, juma (salchichas butanesas marinadas en especias) y fideos. Los restaurantes en el país pueden servir comida china, nepalí, tibetana e india, que son muy populares y en los últimos años se han abierto  restaurantes coreanos debido a la creciente popularidad de la cultura coreana en el país. Los productos lácteos, especialmente la mantequilla y el queso de yaks y vacas, también son populares, y de hecho casi toda la leche se convierte en mantequilla y queso.  

## Bebidas
Las bebidas populares incluyen el té de mantequilla (llamado suja), té de leche (llamado ngaja ), té negro, el ara (vino de arroz) de elaboración local y la cerveza. Las especias incluyen el curry, cardamomo, jengibre, thingay (pimienta de Sichuan), ajo, cúrcuma y alcaravea.

## Etiqueta
Cuando se le ofrece comida a una persona esta debe decir meshu meshu, cubriéndose la boca con las manos en rechazo de acuerdo con los modales de Bután, y luego aceptarla en la segunda o tercera oferta. 